# Kanton Monestier-de-Clermont
Der Kanton Monestier-de-Clermont ist ein ehemaliger bis 2015 bestehender französischer Wahlkreis im Arrondissement Grenoble, im Département Isère und in der Region Rhône-Alpes. Er umfasste zwölf Gemeinden, Hauptort war Monestier-de-Clermont. Vertreter im conseil général des Départements war von 1995 bis 2015 Roger Pellat Finet.

## Gemeinden
| Gemeinde                 | Einwohner Jahr | Fläche km² | Bevölkerungsdichte | Code INSEE | Postleitzahl |
| ------------------------ | -------------- | ---------- | ------------------ | ---------- | ------------ |
| Avignonet                | 198 (2013)     | 8,41       | 24 Einw./km²       | 38023      | 38650        |
| Château-Bernard          | 284 (2013)     | 18,27      | 16 Einw./km²       | 38090      | 38650        |
| Saint-Martin-de-la-Cluze | 647 (2013)     | 16,26      | 40 Einw./km²       | 38115      | 38650        |
| Gresse-en-Vercors        | 392 (2013)     | 81,13      | 5 Einw./km²        | 38186      | 38650        |
| Miribel-Lanchâtre        | 389 (2013)     | 9,65       | 40 Einw./km²       | 38235      | 38450        |
| Monestier-de-Clermont    | 1397 (2013)    | 5,45       | 256 Einw./km²      | 38242      | 38650        |
| Roissard                 | 279 (2013)     | 14,25      | 20 Einw./km²       | 38342      | 38650        |
| Saint-Andéol             | 128 (2013)     | 29,7       | 4 Einw./km²        | 38355      | 38650        |
| Saint-Guillaume          | 277 (2013)     | 13,33      | 21 Einw./km²       | 38391      | 38650        |
| Saint-Paul-lès-Monestier | 246 (2013)     | 13,88      | 18 Einw./km²       | 38438      | 38650        |
| Sinard                   | 650 (2013)     | 10,44      | 62 Einw./km²       | 38492      | 38650        |
| Treffort                 | 262 (2013)     | 10,99      | 24 Einw./km²       | 38513      | 38650        |